# Adolf Darbo

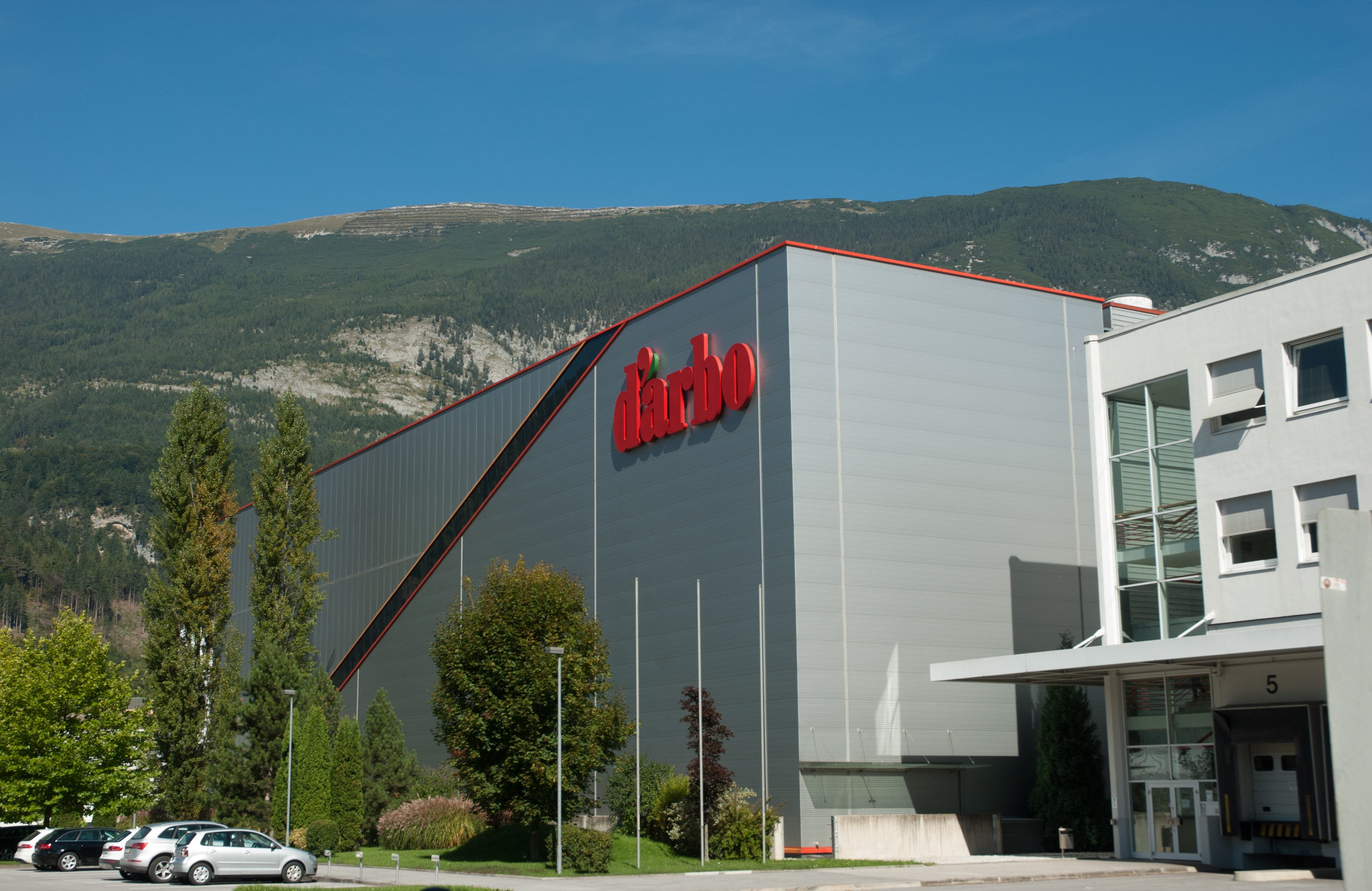
Darbo-Werk in Stans

Die Firma Adolf Darbo AG ist ein österreichisches Unternehmen, das in Stans/Tirol angesiedelt ist. Darbo hat sich auf die Herstellung von Marmelade, Sirup, Fruchtgelee, die Fruchtzubereitung und die Abfüllung von Honig spezialisiert und ist in Österreich Marktführer auf dem Marmeladen- und Honigmarkt. Die Produktion geschieht an 4 Standorten in Tirol, davon befinden sich 2 Werke in Stans.

## Geschichte
Das Unternehmen wurde im Jahr 1879 von Rudolf Darbo (d'Arbo) im altösterreichischen Görz – heute Friaul-Julisch Venetien – als Obst-Dampfwerk (Brennerei) gegründet. 1918 übersiedelte die Familie nach Stans. Dort betrieb die Familie Darbo zunächst ein Gasthaus. Sohn Adolf Darbo sen. arbeitete nach seiner Ausbildung zum Konditor im heimischen Betrieb mit und begann parallel dazu eine Marmeladenproduktion und Honigabfüllung. Später kam ihm die Idee, Kleinportionen für die Gastronomie anzubieten. Nach dem Zweiten Weltkrieg wurde Tirol zunehmend zur Ferienregion. Die Nachfrage nach Marmelade und Honig stieg, und Darbo wurde zur Nummer eins in der Marmeladenherstellung. 1970 stieg Klaus Darbo in den elterlichen Betrieb ein. Ende der 1970er Jahre übernahm er die Leitung des Unternehmens. Neben der Belieferung der Gastronomie erweiterte er den Absatzmarkt für Darbo-Marmeladen und Honig auf den Lebensmittelhandel.
Klaus Darbo (1945–2014) kreierte die Linie „Darbo Naturrein“. „Naturrein“ ist ein geschützter Begriff, den Marmeladen laut Lebensmittelkodex nur tragen dürfen, wenn diese ausschließlich aus Frucht, Gelierzucker und Zitronensaft hergestellt werden. Wenige Jahre nach Einführung der „Naturrein“-Linie wurde Darbo zur beliebtesten Marmelade in Österreich. Heute hat sie in Österreich einen Bekanntheitsgrad von gut 90 %. 2022 hatte Darbo in Österreich einen Marktanteil bei Marmeladen von ca. 60 %, bei Honig von 30,1 % und bei Sirup von 14,6 %.
Das Unternehmen konnte im Jahr 2008 seinen Umsatz im Vergleich zu 2007 von 93,0 Millionen Euro auf 99,7 Millionen Euro erhöhen. Die Exportquote von Darbo betrug im Jahr 2009 38,9 %.
Im Jahr 2015 lag sie bei 50,1 %, bis 2022 wurde sie auf 54 % erhöht.
Die Adolf Darbo AG ist seit Juni 2009 wieder zu 98 % in Familienbesitz, nachdem circa 42,4 % der Aktien von der Schweizer Hero-Gruppe zurückgekauft wurden. 2 % befinden sich in Streubesitz.
Im Jahre 2009 vertraute Klaus Darbo sen. nach jahrzehntelanger Führung des Unternehmens die weiteren Geschicke seinem Sohn Martin an, der gemeinsam mit seinem Onkel Adolf das Unternehmen in fünfter Generation leitete. Seit 2024 leitet Klaus Darbo das Unternehmen und hat den Vorsitz im Vorstand übernommen. Der Vorstand setzt sich seither aus ihm und seinem Bruder Martin Darbo zusammen.
Darbo ist heute ein namhaftes mittelständisches Familienunternehmen, das an vier Tiroler Standorten tätig ist und hochwertige Produkte für den Lebensmitteleinzelhandel, für die Gastronomie und Hotellerie sowie für weiterverarbeitende Lebensmittelunternehmen herstellt. Das Unternehmen verzeichnete im Geschäftsjahr 2024 einen Umsatz von 197,1 Millionen Euro. Die Exportquote wurde auf 60% gesteigert und die Mitarbeiterzahl liegt im Jahr 2024 bei ca. 440.